# ТЕ33А
Тепловоз ТЕ33А — вантажний тепловоз з асинхронним тяговим приводом розрахований для залізниць з колією 1520 мм, представник родини локомотивів GE Evolution Series. Створений підрозділом GE Transportation компанії General Electric.

## Історія
General Electric (GE) (США) — компанія, що розробляє та будує тепловози, 3 липня 2009 відкрила завод в Астані, який є 100 % дочірнім підприємством національного перевізника Казахстану АТ «НК „КТЖ“», з виробництва локомотивів моделі Evolution п'ятого покоління, адаптованої під ширину колії 1520 мм. Цей тепловоз названо ТЕ33А — тепловоз з електричною передачею з асинхронними тяговими електродвигунами потужністю 3356 КВт.
Протягом 2009—2014 виготовлено понад 270 локомотивів. 59 тепловозів експлуатуються на станції Алмати, вони повністю замінили вантажні тепловози 2ТЕ10М, оновлено парк тепловозів станції Аягуз, розпочато оновлення парку східної частини республіки Казахстан. Паралельно ведеться робота з постачання ТЕ33А на експорт.
29 квітня 2013 року, між «НК „КТЖ“» і ЗАТ «ТМХ» було підписано договір про купівлі-продажу простих акцій, тим самим 50 % акцій заводу було реалізовано ЗАТ «ТМХ». На даний момент ЗАТ «ТМХ» і «НК „КТЖ“» є рівноправними акціонерами з 50 % часткою участі кожного. Сума угоди — $ 60 млн, хоча представник ЛКЗ Віктор Пермінов в інтерв'ю «Курсів'» повідомляв 2012 року, що активи заводу оцінювалися в 141 млн доларів.
26 січня 2017 року КТЖ опублікував прес-реліз: «Між АТ „НК «Қазақстан темір жолы»“ і General Electric Transportation підписано угоду про придбання компанією GE 50 % акцій АТ „Локомотив құрастиру зауити“. Після завершення необхідних процедур узгодження частка участі в діяльності заводу у General Electric Transportation стане однаковою з ЗАТ „Трансмашхолдинг“».

## Опис
Новий тепловоз спроектований за технічними вимогами, стандартами і ГОСТами для залізниць колії 1520 мм. Це односекційний шестивісний локомотив потужністю 3356 кВт з 12-циліндровим чотиритактним V-подібним дизелем типу GEVO12. Оснащений мікропроцесорною системою управління з електронним впорскуванням палива і бортовою системою діагностики. В експлуатації новий односекційний тепловоз здатний замінити двосекційний тепловоз типу 2ТЕ10. Порівняно з попереднім поколінням тепловозів на цих локомотивах знижені шкідливі викиди в атмосферу більше ніж на 40 %, витрати палива і мастила — на 17 %.
На тепловозі використовується тягова електрична передача змінного струму з асинхронними тяговими двигунами, застосування яких дозволяє реалізувати високу осьову потужність, знижує витрати при технічному обслуговуванні. Асинхронні двигуни більш надійні, ніж колекторні двигуни.
Варто відзначити, що на тепловозі були використані одноступінчасте ресорне підвішування і щелепні візки. З огляду на плани про створення на базі тепловоза пасажирської версії, можна сказати, що даний вузол тепловоза є застарілим і непридатним до використання на пасажирській модифікації[джерело?].

## Використання

### Україна
У травні 2013 року виробник цементу та будівельних матеріалів ПАТ «Івано-Франківськцемент» замовило один локомотив та отримало його вже у жовтні того ж року. Результати експлуатації тепловоза виявився позитивними: були зменшені витрати на обслуговування, поліпшена ергономіка робочого простору машиністів, нижчі витрати паливо-мастильних матеріалів, тощо.
У період з вересня по грудень 2016 року Укрзалізниця тестувала локомотив GE TЕ33А на Одеській залізниці. Протягом вересня даний локомотив здійснив чотири демонстраційні поїздки на дільницях ст. ім. Т. Шевченка — ст. Помічна — ст. ім. Т. Шевченка та ст. ім. Т. Шевченка — ст. Черкаси — ст. ім. Т. Шевченка. Після проведеного аналізу поїздок в компанії відзначили, що до основних переваг тепловоза можна віднести: поліпшені тягові характеристики, збільшений міжремонтний період, нижчі витрати палива, наявність електродинамічного гальма, тощо.
23 лютого 2018 року між Укрзалізницею та General Electric була підписана рамкова угода на суму $1 млрд та тривалістю 15 років. Угода передбачає модернізацію до 75 локомотивів, та постачання до 225 локомотивів GE серії Evolution до 2034 року і їх довгострокове технічне обслуговування.
Очікується, що на першому етапі співпраці буде поставлено 30 вантажних дизельних локомотивів GE ТЕ33А. Рівень локалізації складе 10 %.
Вартість першої партії локомотивів оцінюється в $140 млн. Придбання здійснюється на умовах фінансового лізингу через «Укрексімбанк», з гарантіями американського Citibank. Вартість одного локомотиву складе близько $4 млн. Швидше за все основним депо обслуговування стане Мелітопольське депо на Придніпровській залізниці. За попередніми планами, з 30 тепловозів, що отримає ПАТ «Укрзалізниця» від американського виробника, 15 машин буде функціонувати в межах регіональної філії «Одеська залізниця», на яких працюватимуть фахівці локомотивного депо Миколаїв..
Постачання перших локомотивів відбулось вже восени 2018 року і повинне завершитися до кінця першого кварталу 2019 року. На другому етапі співпраці передбачається збільшити рівень локалізації виробництва до 40 %. Імовірно, виробництво буде налагоджене на базі Крюківського вагонобудівного заводу.
Спершу була розглянута можливість постачання локомотивів із заводу General Electric в Казахстані. Потужності заводу недозавантажені, і замовлення з України суттєво допомогли б виробнику. Але, оскільки партнером GE в Казахстані виступає російська компанія «Трансмашхолдинг», яка знаходиться під санкціями в Україні, в ході переговорів було прийнято рішення, що локомотиви будуть поставляти з заводу в Пенсильванії (США). Локомотиви, що будують у Пенсильванії для України, отримали назву «Тризуб».
15 травня 2018 року на заводі GE, що розташований у м. Ері (штат Пенсильванія, США), розпочалося будівництво першого локомотиву TE33A Evolution для ПАТ «Укрзалізниця». 11 вересня 2018 року перший локомотив прибув у порт Чорноморськ.
11 вересня 2018 року перший локомотив General Electric «Тризуб» було доставлено в Україну. У подальших планах Укрзалізниці — прийняти локомотив у експлуатацію та задіяти його для перевезення вантажів. Це перший новий локомотив для парку Укрзалізниці за останні 10 років. 25 вересня було відвантажено другий локомотив, а вже у ніч на 26 вересня прибула партія із 6 тепловозів. Остаточна їх доукомплектування проводитиметься на Крюківському вагонобудівному заводі. Після цього вони будуть прийняті в експлуатацію та почнуть перевозити вантажі. У другій половині жовтня відбувалося фінальне доукомплектування 8 локомотивів.
24 жовтня 2018 року ще 7 локомотивів General Electric прибули до порту Чорноморськ, які вранці почали вивантажувати з судна. Вони, як і 8 попередніх, попрямують на Крюківський вагонобудівний завод для остаточного укомплектування.
8 листопада перший локомотив, який отримав номер ТЕ33АС-2001, проходив пробігові випробування на відрізку Кременчук — Ромодан. З Кременчука тепловоз вів склад із 48 піввагонів з металургійною продукцією, а у зворотньому напрямку вів склад із 50 хоппер-вагонів, після чого повернувся на КВБЗ.
19 листопада 2018, ще п'ять локомотивів виробництва «General Electric» вивантажили в МП «Чорноморськ».
13 грудня перший локомотив «Тризуб» вирушив у перший рейс. «Укрзалізниця» має намір задіяти новий рухомий склад на Мелітопольському, Миколаївському та Маріупольському напрямках.
Останні 5 локомотивів прибули в Україну 1 лютого 2019 року. На цьому перший етап контракту в 30 локомотивів виконаний, 15 локомотивів вже введені в експлуатацію, щодо решти 15 продовжується доукомплектування на Крюківському вагонобудівному заводі.
26 грудня 2023 року стало відомо, що ПАТ «Укрзалізниця» планує залучити «Миколаївський тепловозоремонтний завод» до ремонту американських тепловозів.

## Модифікації
- ТЕП33А — пасажирський тепловоз
- ТЕ33АС — сертифікований тепловоз

## Оператори
- Азербайджан
  - Більше 10 тепловозів
- Казахстан
  - У вересні 2006 року було замовлено 310 локомотивів для товарних потягів за $650 млн[23]. Перші 10 локомотивів були зібрані в США, решта 300 мають бути зібрані в Астані.
  - 19 вересня 2012 року було замовлено 110 локомотивів для пасажирських потягів, які мають почати надходити з 2014 року. Ці локомотиви матимуть максимальну швидкість 160 км/год[24].
- Киргизстан
  - 5 тепловозів ТЭ33А «Evolution», виробництва АТ «Локомотив құрастыру зауыты»[25].
- Молдова
  - 6 листопада 2018 року державне підприємство «Молдовська залізниця» уклало з General Electric Transportation контракт на покупку 12 локомотивів на суму 45 млн євро. Локомотиви повинні прибути в Молдову на початку 2020 року[26]. Фінансування контракту забезпечать Європейський банк реконструкції та розвитку і Європейський інвестиційний банк.
- Таджикистан
  - 5 тепловозів ТЭ33А на суму 30 млн доларів[27].
- Україна
  - Укрзалізниця — 30 (експлуатація), 15 (замовлення) — квітень 2019,[28] 40 (замовлення) — грудень 2019.[29]
  - 1 тепловоз ПАТ Івано-Франківськцемент

## Галерея

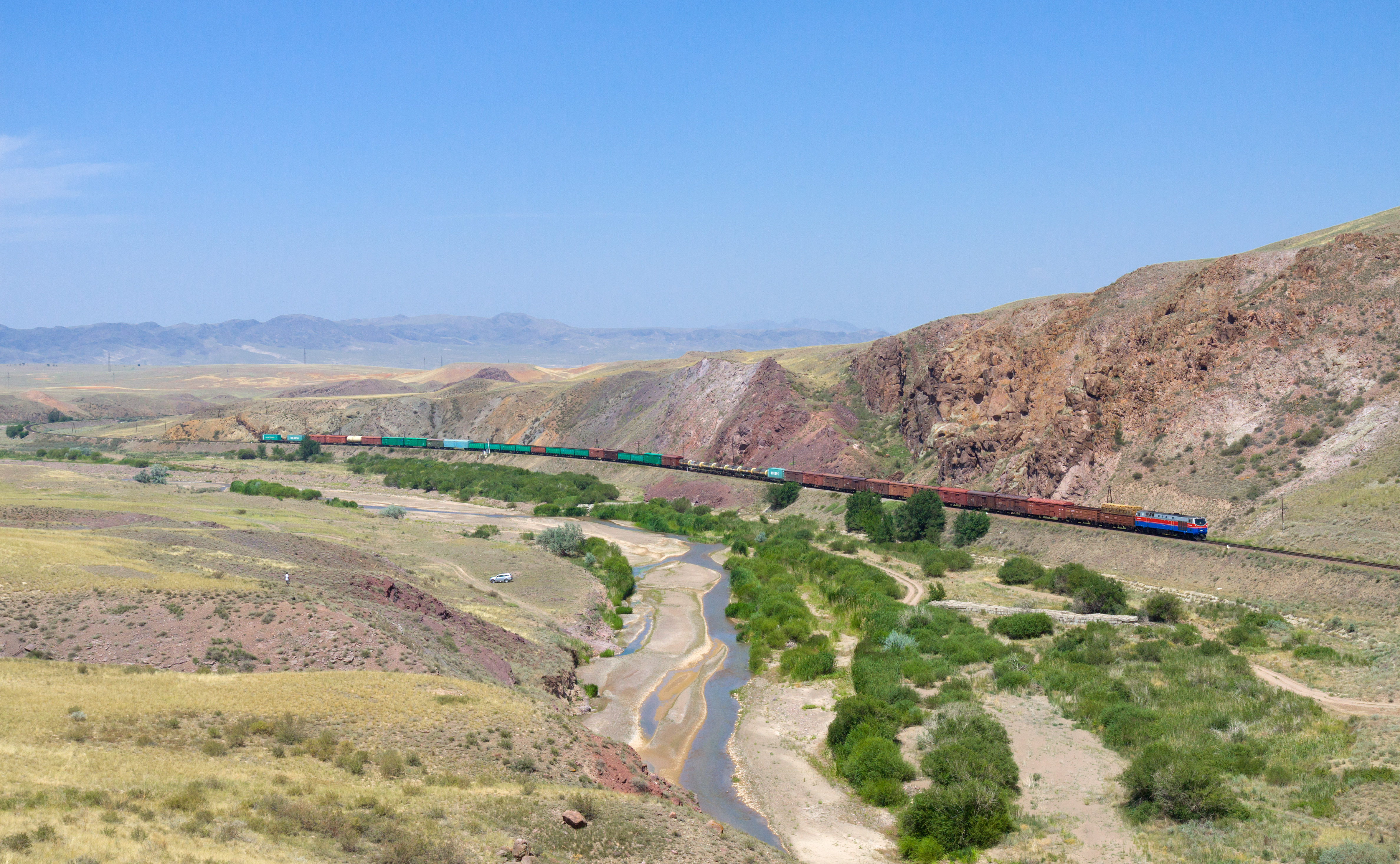
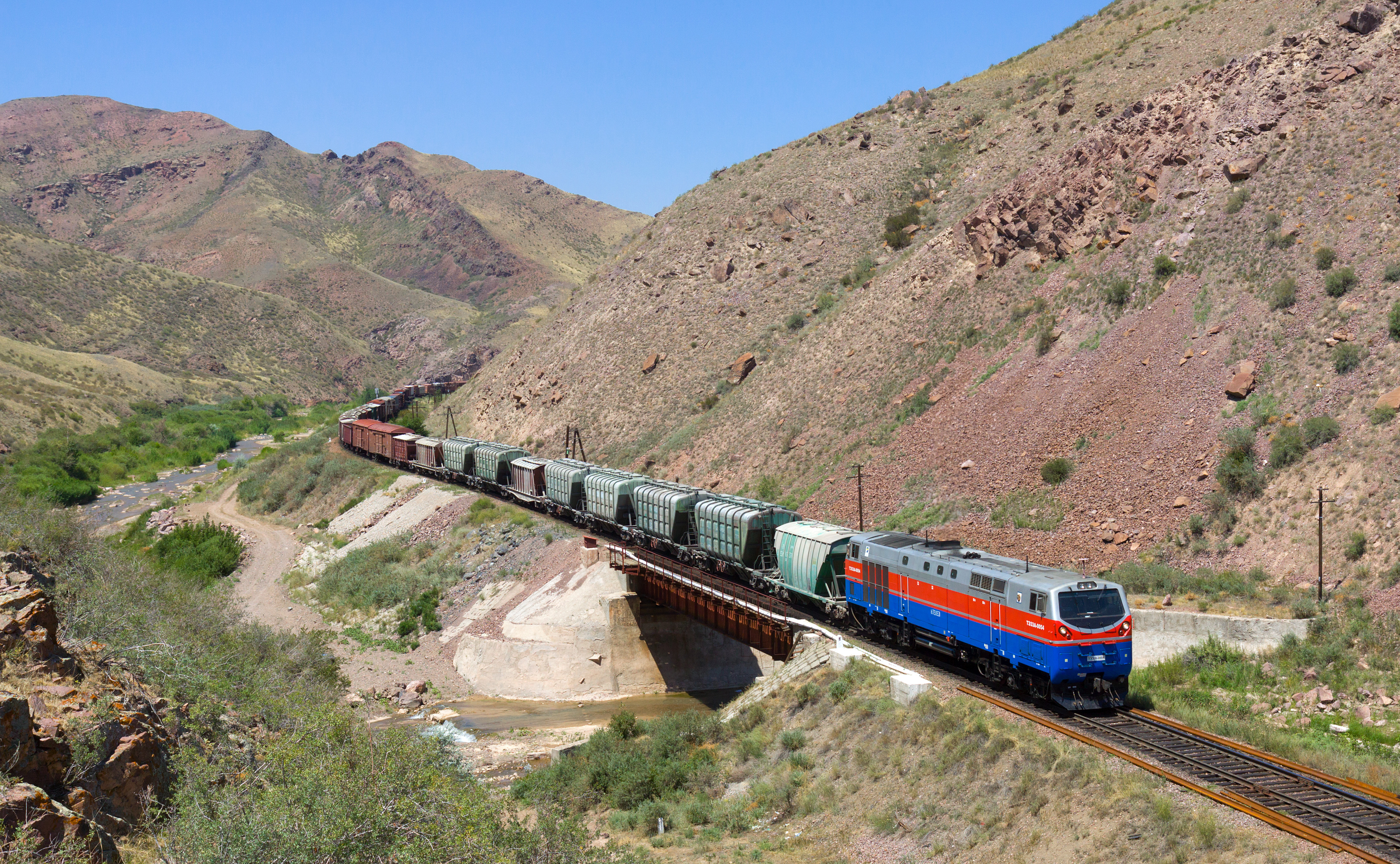
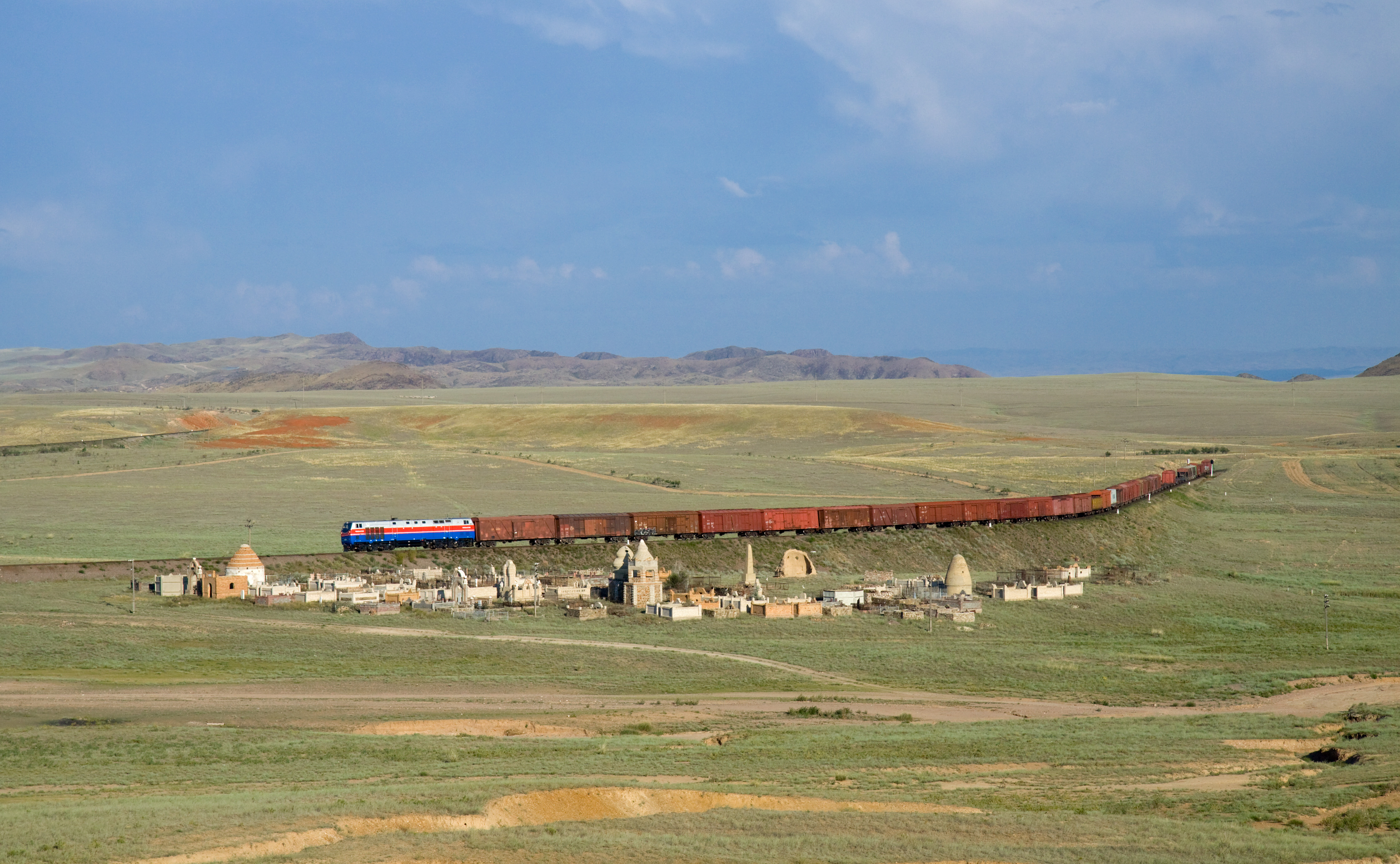
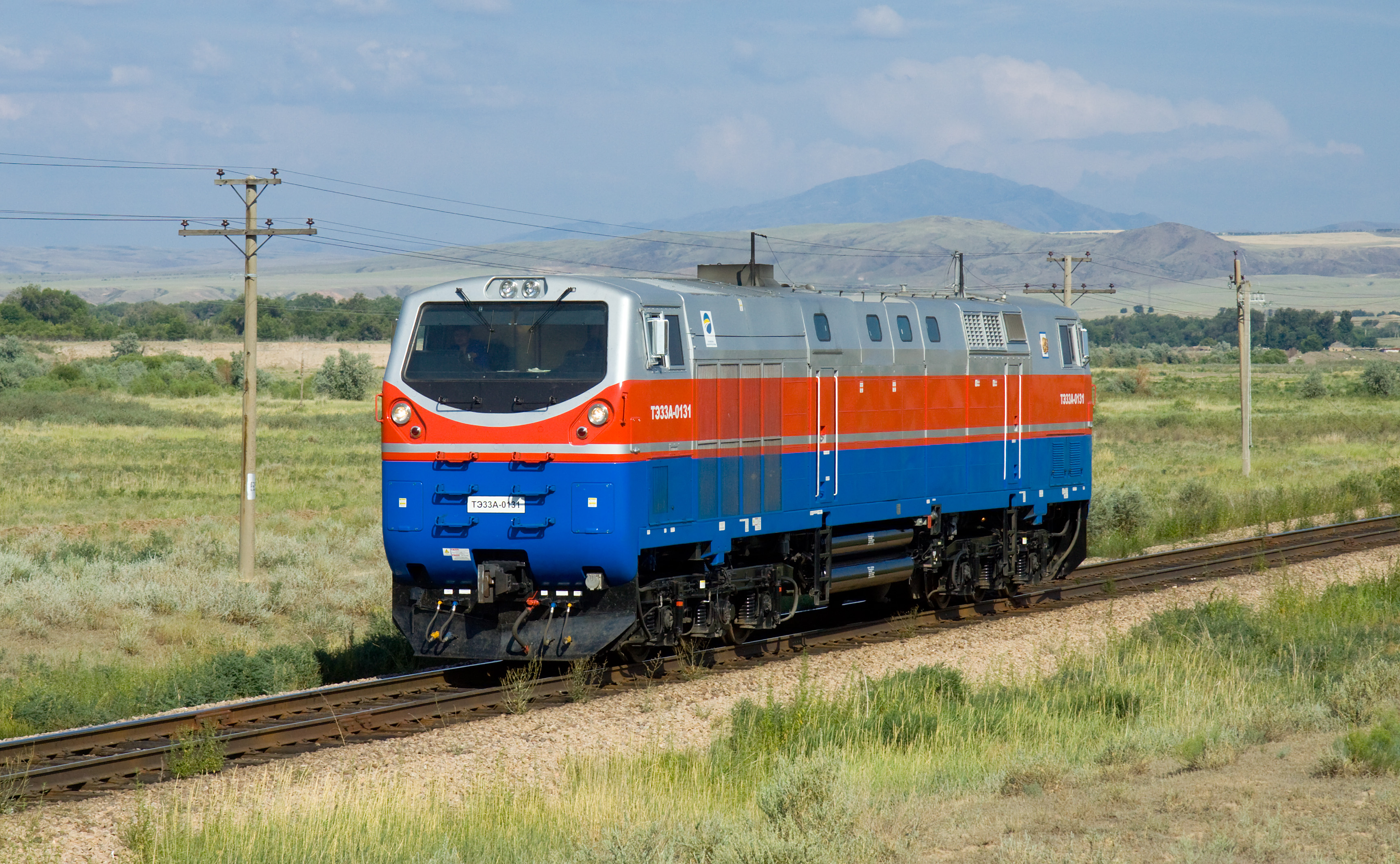
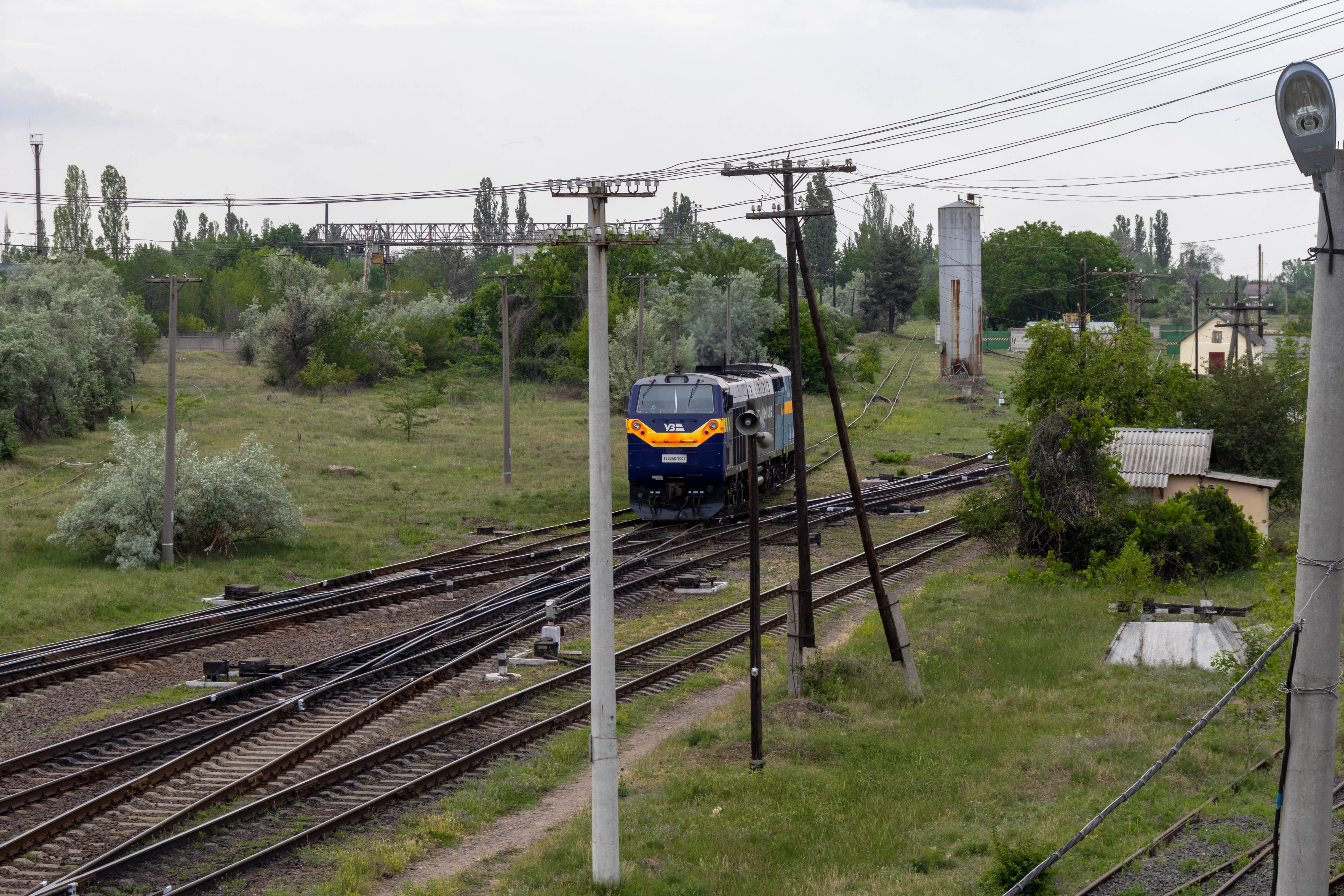
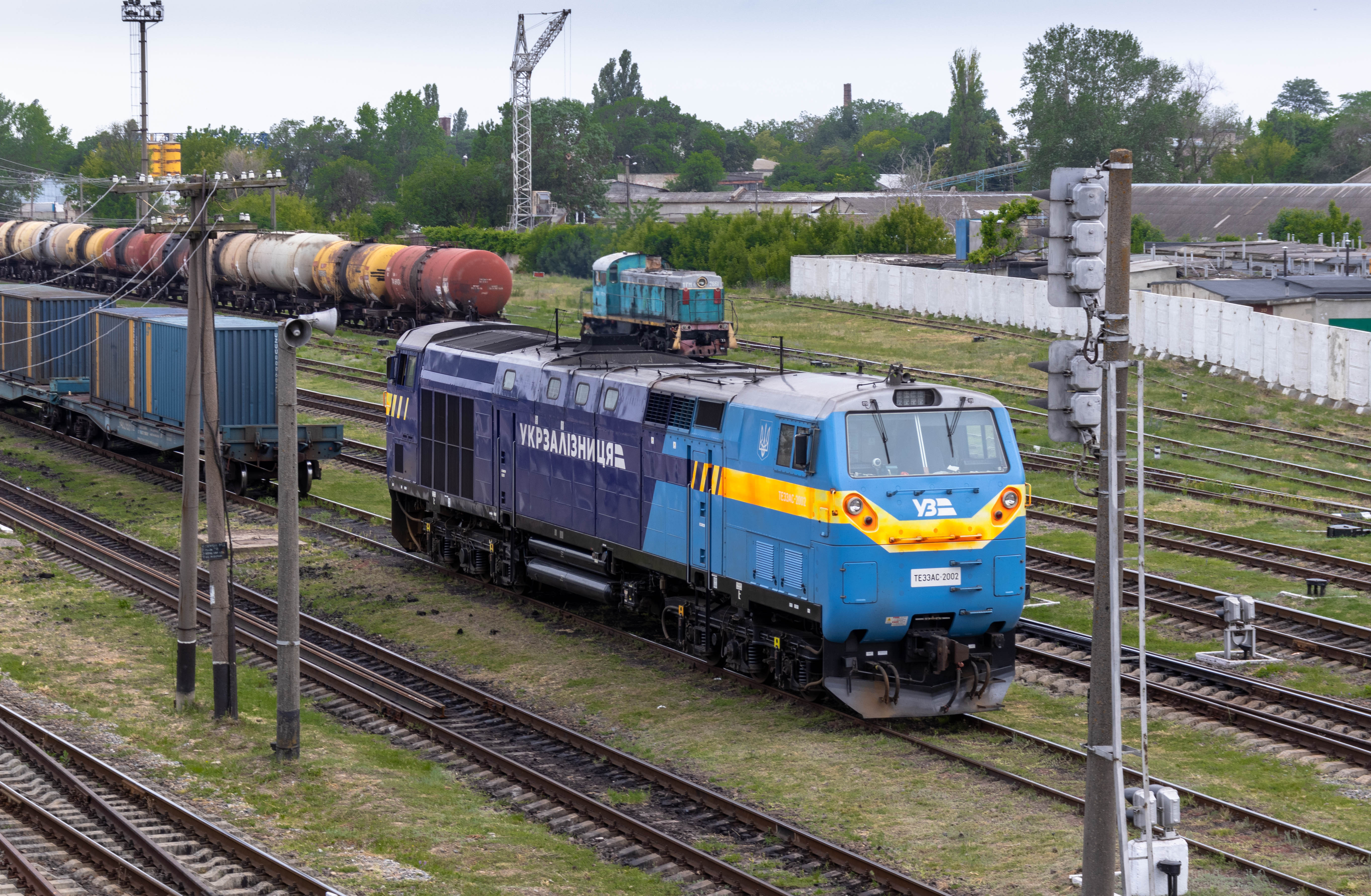
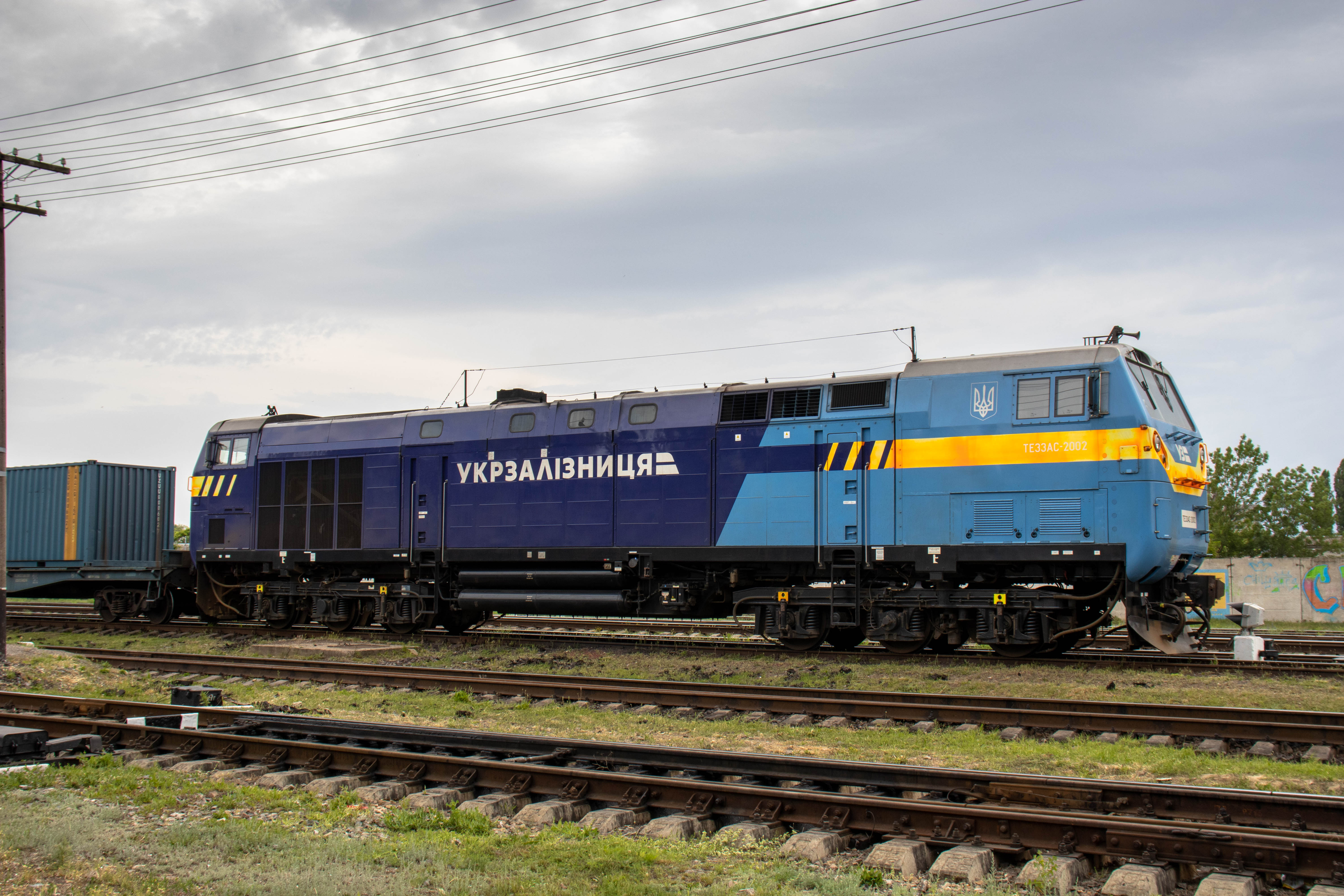
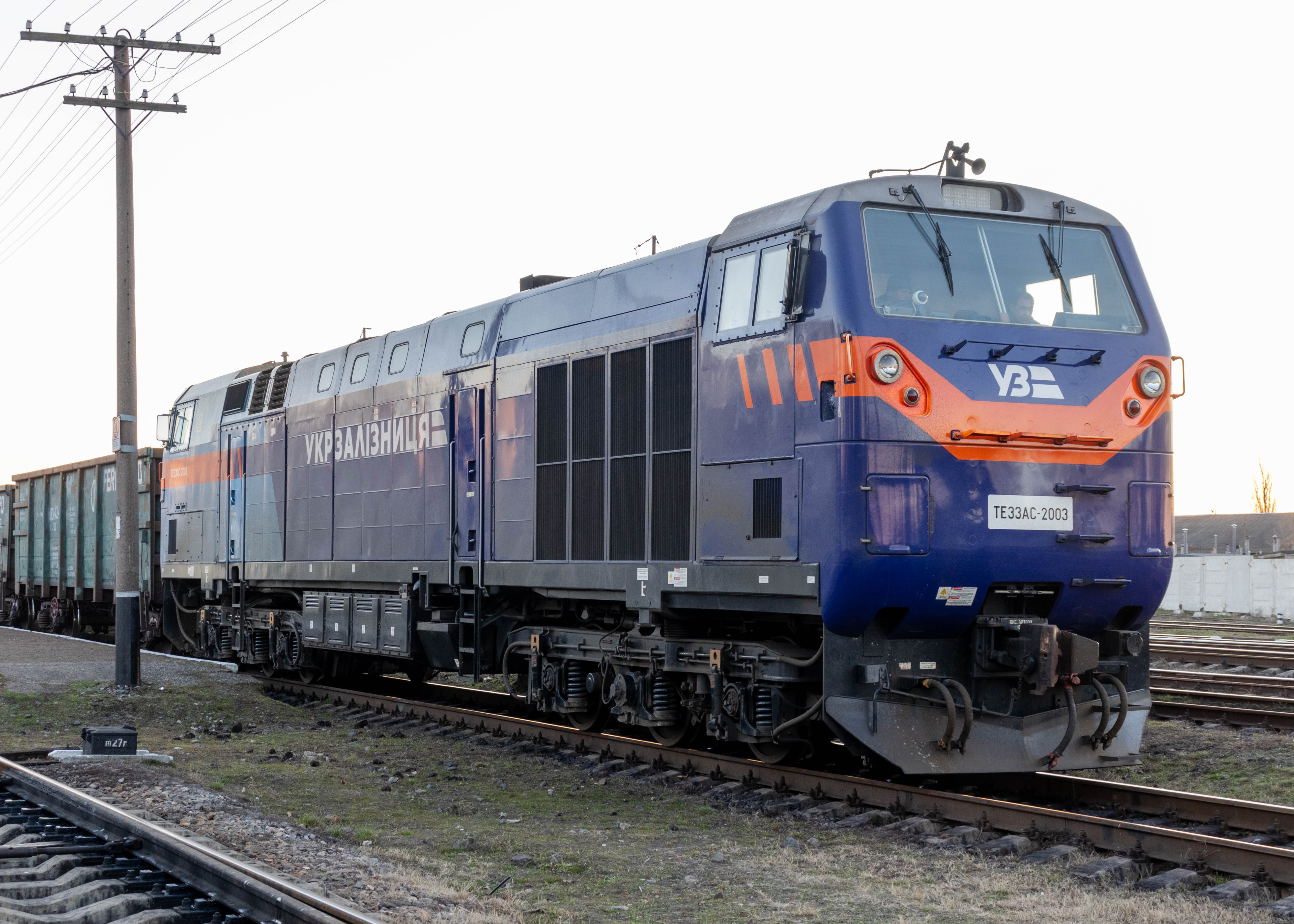